# Bob Brookmeyer and Friends
Bob Brookmeyer and Friends è album di Bob Brookmeyer pubblicato dalla Columbia Records nel 1965.
Il disco fu registrato il 25, 26 e 27 maggio del 1964 a New York.

## Tracce
Lato A
1. Jive Hoot – 4:43 (Bob Brookmeyer)
2. Misty – 5:15 (Erroll Garner, Johnny Burke)
3. Wrinkle Time – 5:16 (Bob Brookmeyer)
4. Bracket – 4:58 (Bob Brookmeyer)

Lato B
1. Skylark – 5:01 (Hoagy Carmichael, Johnny Mercer)
2. Sometime Ago – 4:05 (Sergio Mihanovich)
3. I've Grown Accustomed to Her Face – 5:03 (Al Lerner, Frederick Loewe)
4. Who Cares – 7:04 (George Gershwin, Ira Gershwin)

## Musicisti
- Bob Brookmeyer - trombone a pistoni
- Stan Getz - sassofono tenore
- Hebie Hancock - pianoforte
- Gary Burton - vibrafono
- Ron Carter - contrabbasso
- Elvin Jones - batteria